# الحزب الديمقراطي الاجتماعي (إيران)
الحزب الديمقراطي الاجتماعي (بالفارسية: فرقه اجتماعیون عامیون) كان حزبًا سياسيًا شكله المهاجرون الفارسيون في القوقاز بمساعدة ثوار محليين، وحافظ على علاقات وثيقة مع حزب العمال الديمقراطي الاشتراكي الروسي وحزب همت.
كان الحزب أول منظمة اشتراكية إيرانية. 
أنشأ الحزب مزيجًا خاصًا به من الاشتراكية الأوروبية والأفكار المحلية وأيد الليبرالية والقومية. حافظ على بعض المعتقدات الدينية مع انتقاده للعلماء واعتناقه الفصل بين الدين والدولة. 